# Farmacevtska oblika za nos
Farmacevtska oblika za nos je tekoča, poltrdna ali trdna farmacevtska oblika za uporabo v nosni votlini.
Imajo sistemski ali lokalni učinek. Vsebujejo eno ali več zdravilnih učinkovin in različne pomožne snovi (npr. pomožne snovi za uravnavanje viskoznosti, za uravnavanje ali stabiliziranje pH, povečanje topnosti učinkovine ali za stabiliziranje izdelka). Na voljo so v enoodmernih ali večodmernih vsebnikih. Če je potrebno, so opremljene z ustreznim aplikatorjem, ki preprečuje vnos kontamimantov. Kolikor je mogoče, ne smejo dražiti ali drugače neugodno vplivati na nosna nosno sluznico ali njene migetalke na povrhnjici.
Razlikujemo več vrst farmacevtskih oblik za nos:
- kapljice za nos,
- tekoča pršila za nos,
- prašek za nos,
- poltrdne farmacevtske oblike za nos (mazila, kreme, geli ...)
- raztopine za izpiranje nosu
- palčke za nos.